# Sittard vasútállomás
Sittard vasútállomás vasútállomás Hollandiában, Sittard-Geleen községben, Sittard településen.

## Vasútvonalak
Az állomást az alábbi vasútvonalak érintik:
- Maastricht–Venlo-vasútvonal
- Sittard–Herzogenrath-vasútvonal

## Kapcsolódó állomások
A vasútállomáshoz az alábbi állomások vannak a legközelebb:
- Susteren vasútállomás (Venlo vasútállomás, Maastricht–Venlo-vasútvonal, észak)
- Geleen-Lutterade vasútállomás (Maastricht vasútállomás, Maastricht–Venlo-vasútvonal, délnyugat)
- Geleen Oost vasútállomás (Herzogenrath station, Sittard–Herzogenrath-vasútvonal, dél)